# Ą̈
Ą̈ ą̈ – litera rozszerzonego alfabetu łacińskiego, powstała poprzez połączenie litery A z ogonkiem i dierezą. Wykorzystywana jest w zapisie języka hän. Oznacza w nim nazalizowaną samogłoskę półotwartą centralną niezaokrągloną.

## Kodowanie
| Forma     | Wygląd | Części składowe | Części składowe | Kodowanie     |
| --------- | ------ | --------------- | --------------- | ------------- |
| majuskuła | Ą̈      | U+0104 Ą        | U+0308 ◌̈        | U+0104 U+0308 |
| minuskuła | ą̈      | U+0105 ą        | U+0308 ◌̈        | U+0105 U+0308 |